# Trimorus neutralis
Trimorus neutralis is een vliesvleugelig insect uit de familie van de Scelionidae. De wetenschappelijke naam van de soort is voor het eerst geldig gepubliceerd in 1974 door Bin.